# Національна астрономічна обсерваторія Льяно-дель-Ато
Національна астрономічна обсерваторія Льяно-дель-Ато — астрономічна обсерваторія у Венесуелі, головна обсерваторія країни. Розташована у венесуельських Андах, приблизно в 50 кілометрах на північний схід від міста Мерида.

## Розташування
Це найближча до екватора велика оптична обсерваторія, розташована на 8°47' північної широти. Це дає обсерваторії доступ до більшої частини як північного, так і південного неба. Місцевість, де розташована обсерваторія, має хороший астроклімат - вона дуже темна, а її висота становить 3600 метрів над рівнем моря значно знижує спотворення зображень атмосферними явищами.

## Підпорядкування
Обсерваторія знаходиться під егідою Центру астрономічних досліджень (Centro de Investigaciones de Astronomia, CIDA), головного управління астрономічних досліджень у Венесуелі. CIDA здійснює багато проектів у співпраці з іншими дослідницькими організаціями, академічними установами та міжнародними організаціями, а також проводить самостійні дослідження.

## Обладнання
В обсерваторії знаходяться чотири великі оптичні телескопи, кожен під своїм куполом: 
- 1-м телескоп системи Шмідта, один з найбільших телескопів цього типу в світі[1]
- 65-см рефрактор Zeiss
- 1-метровий рефлектор Zeiss
- 50-см подвійний астрограф «Асканія».

В обсерваторії також є музей і виставковий центр, де відвідувачі можуть дізнатися про роботу обсерваторії та CIDA, а також про астрономію в цілому.

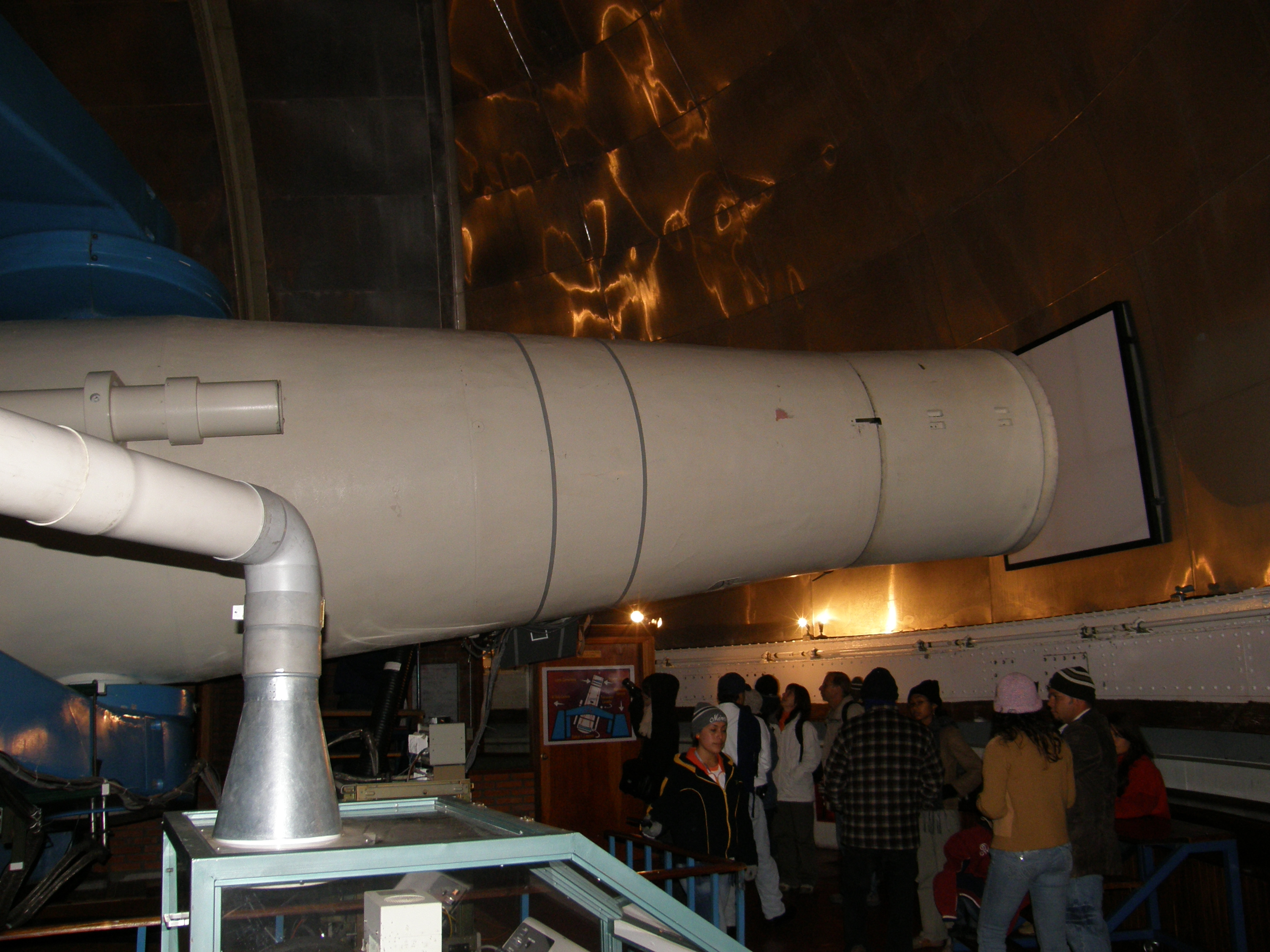
1-м шмідтівський телескоп
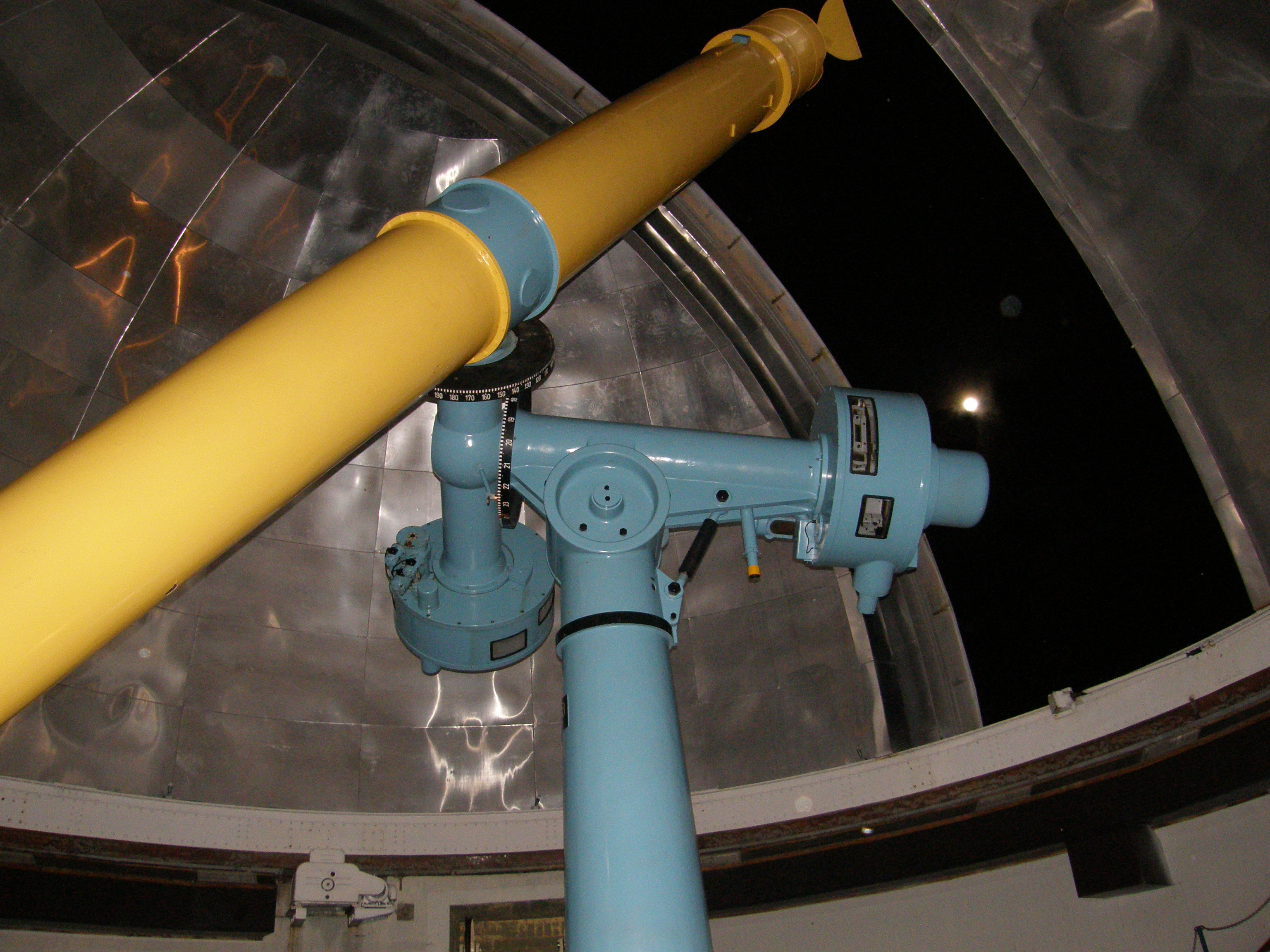
65-см рефрактор

## Проєкти
Quasar Equatorial Survey Team (QUEST) є спільним проєктом Єльського університету, Університету Індіани та CIDA для фотографування неба. Зараз для цього проетку використовується 1.22-м телескоп Семюеля Ошіна в Паломарській обсерваторії, але раніше був задіяний саме метровий телескоп Шмідта Національної астрономічної обсерваторії Льяно-дель-Ато.
В обсерваторії Льяно-дель-Ато було відкрито 50 малих планет. Відкривачами були астрономи Орландо Наранхо, Юрген Шток, Ігнасіо Феррін та Карлос Ліл.